# Der Poet (Roman)
Der Poet (englisch The Poet) ist der 5. Roman des US-amerikanischen Krimi-Autors Michael Connelly, der 1. Roman mit Jack McEvoy als Hauptfigur. Er erschien 1996, in deutscher Übersetzung 1998. Der Roman erhielt 1997 den Dilys Award, den Anthony Award und den Nero Award sowie 1998 den Prix Mystère de la critique in der Kategorie International.

## Handlung
Jack McEvoy ist Polizeireporter bei den Rocky Mountain News in Denver. Sein Zwillingsbruder Sean, Detective bei der Polizei Denver, hat Suizid begangen. Er hat sich auf einem Parkplatz am Bear Lake im Rocky Mountain National Park bei Boulder erschossen. Jack entschließt sich gegen den Willen seiner Mutter und Seans Frau Riley einen Artikel über den Tod seines Bruders zu schreiben. Deshalb recherchiert er auch andere Selbstmorde von Polizeibeamten und stößt auf eine auffällige Merkwürdigkeit. Sean hatte als letzte Zeilen auf der beschlagenen Windschutzscheibe seines Wagens die Worte „Jenseits von Raum. Jenseits von Zeit.“ hinterlassen, die sich Jack nicht erklären konnte. In Chicago hatte sich ein Jahr zuvor John Brooks vom Chicago Police Department erschossen und zuletzt eine Zeile aus einem Gedicht von Edgar Allan Poe auf einen Block geschrieben. Jack McEvoy sieht die Parallele und in der Tat, auch „Jenseits von Raum. Jenseits von Zeit.“ stammt von Edgar Allan Poe. Jack sieht seine Zweifel, dass sich sein Bruder wirklich selbst getötet hat, bestätigt.
In Santa Monica beginnt ein anderer Handlungsstrang des Romans. Der pädophile Harold Brisbane (sein wirklicher Name ist William Gladden) wird von der Polizei festgenommen, kann aber mit Hilfe eines Anwalts gegen Kaution freikommen. Der Anwalt gehört wie Gladden zu einem Netzwerk, das sich „PTL“ (für „Praise The Lord“ oder eher „Pre-Teen Love“) nennt und das über das Internet kommuniziert. Gladden ermordet zwei Frauen, um zu verhindern, dass ihm die Polizei auf die Spur kommt. Keisha Russel berichtet in der Los Angeles Times über die Verbrechen von Gladden.
Jack McEvoy kann sowohl in Denver als auch in Chicago die Ermittler davon überzeugen, dass es sich nicht um einen Selbstmord gehandelt hat, sondern dass ein Serienkiller die Detectives ermordet hat. Er recherchiert weiter und mit Hilfe eines früheren Zeitungsmann bei der Law Enforcement Foundation in Washington findet McEvoy weitere Fälle, bei denen bei einem toten Detective nach einem als Selbstmord eingestuften Tod ein Zitat von Edgar Allan Poe gefunden worden war. Allen diesen Fällen war vorangegangen, dass der betroffene Ermittler zuvor verzweifelt, aber vergeblich versucht hatte einen bestialischen Mord aufzuklären. McEvoy vermutet, dass der Mörder der Polizisten auch diese Morde begangen hat. Das FBI schaltet sich ein. Rachel Walling vom FBI und ihr Chef Robert Backus wollen, dass McEvoy seine Story nicht veröffentlicht. Er sagt nur unter der Bedingung zu, dass ihn das FBI an den Ermittlungen teilhaben lässt. Backus willigt widerwillig ein.
Ein Team des FBI will zusammen mit Jack McEvoy nach Denver fliegen, um den Mord an Jacks Bruder zu untersuchen. Der Flug wird jedoch nach Phoenix umgelenkt, weil dort noch ein weiteres Opfer des Serienkillers gefunden wurde. In der LA Times erscheint ein Artikel über die Morde und auch der Name „Poet“, wie das FBI intern den Täter nennt, wird in diesem Artikel genannt. McEvoy wurde der Knüller weggeschnappt und offenbar gab es einen Informanten im FBI. Deshalb sieht sich McEvoy nicht mehr an die Vereinbarung mit dem FBI gebunden und schreibt nun selbst einen Artikel für die Rocky Mountain News.
Plötzlich sind die Beamten des FBI abgereist. Aber Jack McEvoy erkennt aus dem Artikel von Keisha Russell, dass wahrscheinlich William Gladden der „Poet“ ist, und reist nach Los Angeles, wo die FBI-Leute in der Tat sind. Es gelingt Jack, wieder an den Ermittlungen beteiligt zu werden, wieder gegen das Versprechen, keinen Artikel zu veröffentlichen. Das FBI stellt Gladden eine Falle. Doch dies geht fatal schief: Ein FBI-Agent wird von Gladden erschossen und Jack McEvoy ringt mit Gladden um dessen Waffe, worauf sich ein Schuss löst und Gladden stirbt.
Der Fall scheint gelöst zu sein. Da fällt MvEvoy an Anruflisten der FBI-Leute, die er zufällig in die Finger bekam, auf, dass schon in Phoenix, also vor der Untersuchung des Laptops von Gladden in Los Angeles, jemand aus dem FBI-Team sich in das Pädophilen-Netz „PTL“ eingewählt hatte. Gladden musste einen Kontakt beim FBI gehabt haben. McEvoy verdächtigt Rachel Walling, in die er sich im Laufe der Ermittlungen verliebt hatte und mit der er eine Beziehung begonnen hatte. Er teilt dem Chefermittler Backus seinen Verdacht mit. Backus kommt zu Evoy ins Chateau Marmont und überredet McEvoy, Walling eine Falle zu stellen in einem Haus in den Hügeln von Hollywood. Dort erst merkt Evoy, dass tatsächlich Backus der Mörder seines Bruders war und durch seine Rolle als Chefermittler geschickt die Schuld auf Gladden geschoben hat. Backus will McEvoy töten, doch Rachel Walling kommt ihm zuvor und rettet Jack McEvoy.
Backus, dem „Poet“, gelingt die Flucht. Er versucht seinen Tod vorzutäuschen, was das FBI offiziell auch so bekannt gibt, doch tatsächlich ist der „Poet“ verschwunden.

## Querbezüge
Bei seinen Recherchen in Washington übernachtet Jack McEvoy im Hilton. Auf einem Parkplatz trifft er dort Michael Warren, der ihm Unterlagen des FBI über Selbstmorde von Polizisten zuspielt. Auf diesem Parkplatz wurde 1981 das Attentat auf Ronald Reagan verübt und Michael Warren, damals Reporter, war unmittelbarer Augenzeuge der Tat.
Jack McEvoy kauft sich einen Krimi von Alan Russell mit dem Titel Multiple Wounds. Der Roman erschien 1996 und wurde nominiert für den Anthony Award und den Macavity Award für den besten Roman des Jahres. Den Anthony Award erhielt unter den nominierten fünf Romanen Michael Connelly für „Der Poet“. Connelly erwähnt noch einen Roman eines weiteren Kollegen, A Morning for Flamingos (deutsch: „Flamingo“) von
James Lee Burke. In diesem Buch sucht Jack McEvoy nach der Adresse eines Literaturagenten, der sein geplantes Buch mit dem Titel „Der Poet“ betreuen sollte.

## Hintergrund
Michael Connelly hat den Roman „Der Poet“ in dem Jahr geschrieben, in dem der Mordprozess gegen O. J. Simpson stattfand. Connelly schildert seine Gefühle in dieser Situation so, dass er keinen Schluss schreiben konnte, bei dem „am Ende die Sonne aufgeht und die Welt wieder in Ordnung ist“. Deshalb endet der Roman damit, dass der Mörder letztendlich davonkommt. Eigentlich wollte Connelly Robert Backus für immer im Dunkeln verschwinden lassen, doch später war es für ihn nicht mehr akzeptabel, dass in seiner fiktionalen Welt ein Mörder frei herumläuft. So schrieb er Die Rückkehr des Poeten.

## Rezeption
Publishers Weekly findet, dass der Thriller zuverlässig orchestriert ist und Connelly bis zum Schluss immer wieder eine Überraschung im Ärmel hat. Kirkus Review betont, dass jeder Teil der Jagd von Jack McEvoy voll Spannung ist, und findet, dass Connelly mit den Nerven der Leser „wie auf einer Violine spielt“.
Der WDR urteilt: „Ein ziemlich wüst konstruiertes, bisweilen abstoßend brutales und trotzdem ein außergewöhnlich spannendes Buch.“

## Ausgaben
- Michael Connelly: The Poet. Little, Brown and Company, Boston, MA 1996, ISBN 978-0-316-15398-0.
- Michael Connelly: Der Poet. Aus dem Amerikanischen von Christel Wiemken. Heyne, München 1998, ISBN 978-3-453-13853-7, als Taschenbuch 1999, ISBN 978-3-453-15172-7.
- Michael Connelly: Der Poet. Aus dem Amerikanischen von Christel Wiemken. Heyne, München 2005, ISBN 978-3-453-43178-2.
- Michael Connelly: Der Poet. Aus dem Amerikanischen von Christel Wiemken. Bertelsmann, München 2006, ISBN 978-3-570-06834-2.
- Michael Connelly: Der Poet. Aus dem Amerikanischen von Christel Wiemken. Ueberreuter, Wien 2006, ISBN 978-3-8000-9224-6.
- Michael Connelly: Der Poet. Aus dem Amerikanischen von Christel Wiemken. Kampa Verlag, Zürich 2022, ISBN 978-3-311-15517-1.